# Андре Энрике
Андре Энрике да Сильва Мартинс (порт. André Henrique da Silva Martins; более известный, как Андре Энрике порт. André Henrique род. 17 декабря 2001, Гуанамби, Баия) — бразильский футболист, нападающий клуба «Гремио».

## Клубная карьера
Энрике — воспитанник клубов «Америка Минейро» и «Капивариано». В 2020 году он дебютировал за основной состав последних. В 2022 году Энрике на правах аренды выступал за «Марсилио Диас». В 2023 году Андре подписал контракт с «Ирсилио Луж». В том же году Энрике на правах аренды перешёл в «Гремио». 16 апреля в матче против «Сантоса» он дебютировал в бразильской Серии A. 25 июня в поединке против «Коритибы» Андре забил свой первый гол за Гремио.  